# Vinlandija
Vinlandija je ime, s katerim so Nordijci (včasih poimenovani tudi Vikingi ali severnjaki) okoli  leta 1000 poimenovali takrat odkrito Severno Ameriko. 
Dolgo so domnevali, da starodavne nordijske sage govorijo o tem, da so Vikingi pod vodstvom Leifa Eriksona dosegli Severno Ameriko približno pet stoletij pred Krištofom Kolumbom. Za to domnevo obstajajo tudi arheološki dokazi.  Leta 1960 so v kraju L'Anse aux Meadows na severnem koncu otoka Nova Fundlandija (danes Kanada) našli zaenkrat edine ostanke nordijske naselbine  na severnoameriških tleh, izven Grenlandije. Ostanki so z dokazi podkrepili vikinško pred-kolumbovsko odkritje Severne Amerike. Zadnje arheološke raziskave so sicer pokazale, da to območje verjetno ni bilo samo po sebi celotna Vinlandija, temveč le vhodni predel k širšemu prostoru s tem imenom.

## Izvor imena
Prve razlage imena izhajajo iz nordijske besede vín (latinsko vinum), kar pomeni vino. Raziskave so pokazale, da so priseljenci dejansko lahko videli vinsko trto, kar je bil za Severnjaka znak za milo podnebje. Zato je bila dežela lahko privlačna za prebivanje.
Kasnejše analize pa so pokazale, da bi lahko ime izhajalo iz besede vin (s kratkim i), kar pomeni pašnik.